# アルジェ砲撃
アルジェ砲撃（アルジェほうげき、英:Bombardment of Algiers）は、1816年8月27日、アルジェの太守（デイ、英:dey）にキリスト教徒奴隷制度を止めさせ、奴隷を救出するために行われた軍事行動。イギリス海軍のエクスマス卿（エドワード・ペリュー提督）の指揮する英蘭連合艦隊がアルジェ港の港湾と港内の艦船を砲撃した。
北アフリカのバーバリ海賊によるヨーロッパ人に対する海賊行為を抑えるため、ヨーロッパ諸国やアメリカ合衆国の海軍による継続的な作戦が行われたが、この砲撃戦には、キリスト教徒の奴隷を解放し、かつヨーロッパ人を奴隷化する行為を止めさせるという特定の目的があった。この砲撃によりアルジェの太守に約3,000名のキリスト教徒奴隷を解放させ、かつヨーロッパ人奴隷制度を停止する条約に調印させることができたが、その停止は、長くは続かず、成功は決定的なものとはならなかった。

## 背景

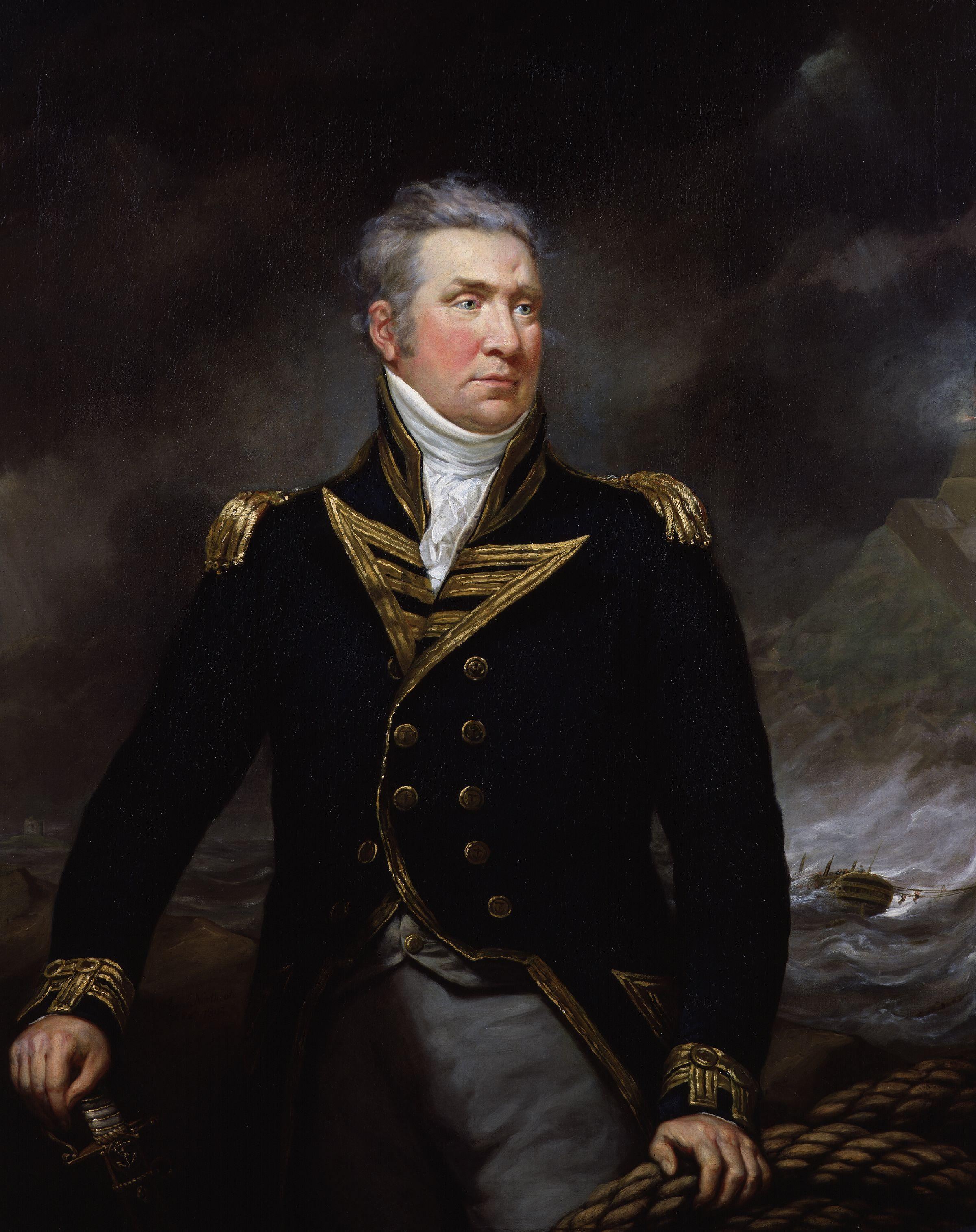
エドワード・ペリュー（エクスマス卿）

1815年のナポレオン戦争終結によって、イギリス海軍はジブラルタルや地中海艦隊の軍需品の供給源としてのバーバリ諸国をもはや必要としなくなった。そのため、バーバリ諸国に対して、それまで抑えてきた、キリスト教徒を奴隷にする習慣を終わらせるという政治的圧力が高まることになった。
1816年初め、エクスマス卿はチュニス、トリポリおよびアルジェの太守に対して、キリスト教徒奴隷を廃止させるため、戦列艦の小艦隊の武力を背景とした外交工作を展開した。チュニスとトリポリの太守は抵抗なしで同意したが、アルジェの太守は反抗し、交渉は難航した。それでもエクスマス卿はなんとかキリスト教徒奴隷の制度を止めるという条約の合意が出来たと信じてイギリスに帰国したが、命令の混乱により、条約締結直後にアルジェ軍がイギリスの保護下にあったコルシカ島、シチリア島、サルディニア島の漁民200人を虐殺するという事件が起こった。イギリスとヨーロッパはこれに大いに憤激し、エクスマス卿の交渉は失敗したとみなされた。
そのため、エクスマス卿は再度海に乗り出し、アルジェを罰して任務を完遂することになった。彼は5隻の戦列艦と1隻の50門艦、それに4隻のフリゲートからなる戦隊を組織した。旗艦は100門艦「クイーン・シャーロット」であり、副将のデイヴィッド・ミルン提督は98門艦「インプレグナブル」に座乗した。この戦力については多くの者が不十分であると考えたが、エクスマス卿は密かにアルジェの防備を調査しており、町の状況を詳しく把握し、港湾防衛用の砲台が弱体であることに気づいていた。より大きな艦を使うことは、敵に向けるべき砲火をお互いに邪魔しあうだけだった。主力艦隊の他には、救い出された奴隷を運ぶ数隻の輸送船と、補助的な役割に用いる数隻のスループが用意された。
艦隊がジブラルタルに到着すると、5隻のフリゲートと1隻のコルベットからなる、ヴァン・カペレン中将の率いるオランダ戦隊が加勢を申し出てきた。エクスマス卿は、彼らを陽動部隊として利用することにした。

## 攻撃計画
戦列艦は単縦陣で攻撃することになった。それらはアルジェ軍の大砲の大半の射程外の区域に侵入することになっていた。そして、錨を下ろし、突堤にある砲台と防壁を砲撃し、防御を無力化する作戦だった。それと同時に、50門艦「リアンダー」は港口の外側に錨をおろし、突堤の内側の艦船群を攻撃することになった。「リアンダー」を沿岸の砲台から防護するためには、2隻のフリゲート「セヴァーン」と「グラスゴー」が岸近くを行動し、砲台を攻撃する手はずだった。

## 砲撃
「クイーン・シャーロット」のペリューは、アルジェ軍の大砲に面した、突堤からおよそ80ヤード外側の位置に錨泊した。しかし、その他の船の多く、特にミルン提督の乗った「インプレグナブル」は投錨の位置を誤り、お互いを妨害し、かつより激しいアルジェ軍の砲火に自艦をさらすことになった。数隻は「インプレグナブル」の位置を通り過ぎて、当初の計画に近い位置に投錨した。

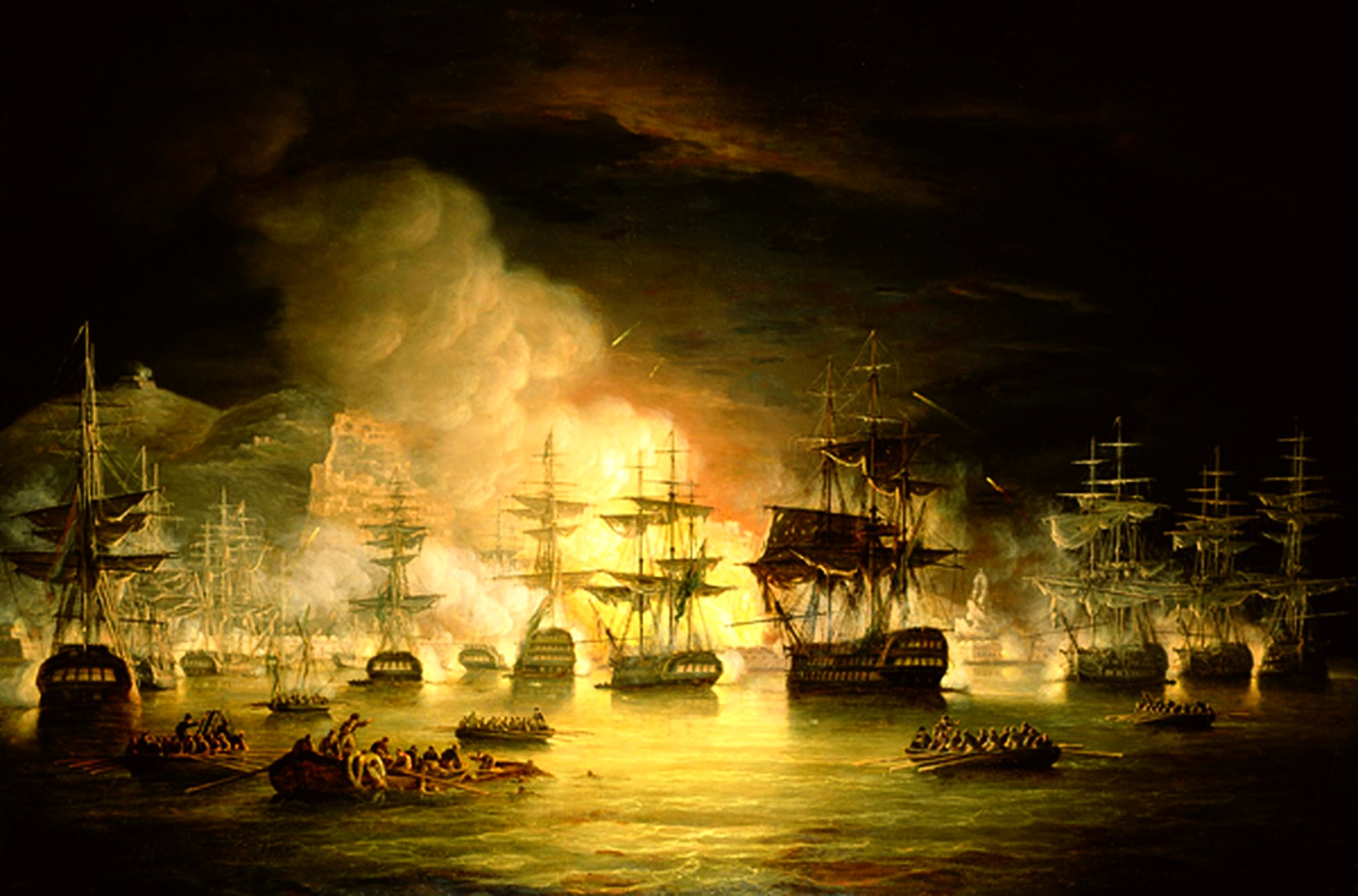
トマス・ルーニーによる戦闘場面の絵画

事前の交渉で、エクスマス卿とアルジェの太守は、お互いに先に発砲しないことを約束していた。太守の計画は、まず軍艦の投錨を許しておいて、その後、小型ボートに乗せた大勢の部隊を敵船に乗り込ませるというものだった。しかし、アルジェ軍の規律は緩く、砲の1つが午後3時15分に先に発砲してしまった。エクスマス卿はすぐさま砲撃を開始した。アルジェのボート隊は乗り込みを図ったが、33隻が沈められた。1時間後には突堤の大砲は沈黙させられていた。エクスマス卿は港内の船舶の破壊に目標を転じ、午後7時30分までにはそれも破壊された。艦隊は都市も砲撃したが、鉄の球に過ぎない砲弾は建物の壁に小さい穴を開けるだけで通り抜けてしまい、与えた被害は大きくなかった。
午後8時、ミルンは爆弾船「ベスビアス」を、彼の艦を打ち破りつつあった砲台に対して使うよう要請した。しかし爆弾船の指揮官は航法を誤り、間違った砲台のそばで爆発したため、求めた効果が得られなかった。
しかしアルジェの砲台はもはや砲撃を続けることができなかった。午後10時15分、エクスマス卿は艦隊に対し、敵の抵抗を抑えるために砲撃を継続する「ミンデン」を残して、抜錨して港外に出るよう命令した。午前1時30分、艦隊は港外に錨を下ろし、負傷者の手当てとアルジェの砲撃による損傷の修理を行った。イギリス側の死傷者は全体の16パーセントにのぼった。

## 結末
翌日の正午、エクスマス卿は軍使を送り、以前に示したのと同じ条件を提示した。そしてそれが受け入れられなければ攻撃を続けると警告した。太守は条件を受け入れた。彼は、それがはったりであり、艦隊はその弾薬のすべてを既に使い果たしていたことに気づかなかった。
条約は、1816年9月24日に署名された。1,083人のキリスト教徒奴隷とイギリスの領事は解放され、最初の外交交渉において支払われた身代金も返還された。

## 参戦艦

### イギリス
| 艦名                   | 砲門数 | 指揮官                                           | 損失   | 損失   | 備考                                             |
| 艦名                   | 砲門数 | 指揮官                                           | 戦死者 | 負傷者 | 備考                                             |
| ---------------------- | ------ | ------------------------------------------------ | ------ | ------ | ------------------------------------------------ |
| クイーン・シャーロット | 104    | ペリュー提督旗艦 ジェームズ・ブリスベーン艦長    | 8      | 131    | 1等級戦列艦                                      |
| インプレグナブル       | 98     | ミルン少将旗艦 エドワード・ブレース艦長          | 50     | 160    | 2等級戦列艦                                      |
| アルビオン             | 74     | ジョン・クード艦長                               | 3      | 15     | 3等級戦列艦                                      |
| ミンデン               | 74     | ジョゼフ・プライアー艦長                         | 7      | 37     | 3等級戦列艦                                      |
| シュパーブ             | 74     | チャールズ・Ekins艦長                            | 8      | 84     | 3等級戦列艦                                      |
| リアンダー             | 50     | エドワード・チェタム艦長                         | 17     | 118    | 4等級戦列艦                                      |
| グラスゴー             | 40     | アンソニー・メイトランド艦長                     | 10     | 37     | フリゲート                                       |
| セバーン               | 40     | ?                                                | 3      | 34     | フリゲート                                       |
| グラニカス             | 36     | ウィリアム・ファーロング・ワイズ艦長             | 16     | 42     | フリゲート                                       |
| ヘブラス               | 36     | エドマンド・パーマー艦長                         | 4      | 15     | フリゲート                                       |
| ヘロン                 | 18     | ?                                                | -      | -      | ブリッグ型スループ                               |
| ミューティン           | 18     | ジェームズ・Mould海尉艦長                        | -      | -      | ブリッグ型スループ                               |
| プロミシュース         | 18     | ウィリアム・ダッシュウッド海尉艦長               | -      | -      | ブリッグ型スループ                               |
| サテライト             | 18     | ?                                                | -      | -      | ブリッグ型スループ                               |
| サラセン               | 18     | アレクサンダー・ディキシー（?）海尉艦長          | -      | -      | ブリッグ型スループ                               |
| ブリトマート           | 10     | ロバート・リドル海尉艦長                         | -      | -      | ブリッグ型スループ                               |
| コーディリア           | 10     | ウィリアム・サージェント海尉艦長                 | -      | -      | ブリッグ型スループ                               |
| ジャスパー             | 10     | トマス・ケイリュー海尉艦長                       | -      | -      | ブリッグ型スループ（ジブラルタルへ文書の輸送中） |
| ベールゼバブ           | -      | ウィリアム・ケンプソーン海尉艦長                 | 1      | 3      | 爆弾船                                           |
| フュリー               | -      | コンスタンティン・リチャード・ムーアソム海尉艦長 | -      | -      | 爆弾船                                           |
| インファーナル         | 6      | G・J・パーシヴァル海尉艦長                       | 2      | 17     | 爆弾船                                           |
| ヘクラ                 | -      | ウィリアム・ポーファム海尉艦長                   | -      | -      | 爆弾船                                           |

### オランダ
| 艦名                     | 砲門数 | 指揮官                | 損害   | 損害   | 備考               |
| 艦名                     | 砲門数 | 指揮官                | 戦死者 | 負傷者 | 備考               |
| ------------------------ | ------ | --------------------- | ------ | ------ | ------------------ |
| アムステル（Amstel）     | 44     | W.A. van der Hart     | 4      | 6      | フリゲート         |
| ディアナ（Diana）        | 44     | P. Ziervogel          | 6      | 22     | フリゲート         |
| フレデリカ（Frederica）  | 44     | J.A. van der Straaten | -      | 5      | フリゲート         |
| メランプス（Melampus）   | 44     | A.W. de Man           | 3      | 15     | フリゲート（旗艦） |
| ダゲラード（Dageraad）   | 36     | J.M. Polders          | -      | 4      | フリゲート         |
| エーンドラグ（Eendragt） | 20     | J.F.C. Wardenburg     | -      | -      | コルベット         |

### アルジェ
| 艦種           | 砲門数 | 備考                   |
| -------------- | ------ | ---------------------- |
| Ciotat         | 40     | フランス艦             |
| フリゲート 4隻 | 44     | 1隻沈没、その他は焼失? |
| コルベット 5隻 | 24-30  | 焼失?                  |
| 砲艇 30 - 40隻 |        | 焼失?                  |
| その他 55隻    |        |                        |

## 大衆文化での言及
- 『ホレーショ・ホーンブロワーの生涯とその時代』（C・S・フォレスターの小説ホーンブロワーシリーズの主人公ホレイショ・ホーンブロワーの架空の伝記）（C・N・パーキンソン著、1970年）では、戦功を積んでバス勲爵士となった主人公ホーンブロワーがエクスマス卿の参謀長（Flag Captain）として旗艦に乗り組み、このアルジェの砲撃戦に参加している（このエピソードは小説には登場しない）。エクスマス卿は1796年から1799年にかけてフリゲート「インディファティガブル」の艦長だった時代に士官候補生だった若きホーンブロワーを指導していた（ことになっている）。

## 注記
1. ↑  参加艦名の一覧に無いが、英語版のままとして置く。